# التهاب الأنف الضموري المزمن
التهاب الأنف الضموري المزمن (بالإنجليزية: Chronic atrophic rhinitis)‏ هو التهاب مزمن في الأنف يتميز بضمور الغشاء المخاطي للأنف، بما في ذلك الغدد المخاطية والمحارات الأنفية والمكونات العصبية التي تغذي الأنف. قد يكون التهاب الأنف الضموري المزمن التهاب أولي أو ثانوي.

## العلامات والأعراض
- أكثر شيوعا في الإناث
- يوجد غالبا في المرضى ذوي الحالة الاجتماعية والاقتصادية المتدنية.
- تصبح تجاويف الأنف رطبة وتمتلئ بقشور جافة كريهة الرائحة ذات لون أسود أو أخضر داكن، مما يجعل الزفير مؤلمًا وصعبًا.
- تتكاثر الكائنات الدقيقة وتنتج رائحة كريهة من الأنف، على الرغم من أن المرضى قد لا يكونوا على علم بذلك بسبب ضمور أعصاب حاسة الشم (المسؤولة عن إدراك الرائحة) وهذا يسمى بفقد الشم الرحيم.
- عادة ما يشكو المرضى من انسداد الأنف على الرغم من اتساع التجويف الأنفي، والذي يمكن أن يكون ناجمًا عن تصريف الأنف، أو كنتيجة لفقدان الإحساس بسبب ضمور أعصاب الأنف، وبالتالي يكون المريض غير مدرك لتدفق الهواء.
- قد يحدث نزيف من الأنف، والمعروف أيضًا باسم الرعاف، عندما تتم إزالة التصريف الجاف من الأنف (القشور).
- كما يمكن أن يحدث ثقب بالفاصل الأنفي، والتهاب جلد دهليز الأنف. وقد يظهر بالأنف تشوهاً يُسمي تشوه الأنف السرجي".
- يرتبط التهاب الأنف الضموري أيضًا بتغيرات ضمورية مماثلة في البلعوم أو الحنجرة، وينتج عنه أعراض تتعلق بهذه الأجزاء. كما يمكن أن يحدث ضعف السمع نتيجة لانسداد قناة استاكيوس مما يسبب انصباب الأذن الوسطى.

كما قد يحدث فقدان دائم لحاسة الشم أو ضعف الذوق نتيجة لهذا المرض حتى بعد الشفاء من الأعراض.

## المسببات
تشمل الأسباب ما يلي:
- العوامل الوراثية: يسري المرض في العائلات
- اختلال في توازن الغدد الصماء: يميل المرض إلى البدء عند سن البلوغ ويحدث غالبا في الإناث
- العوامل العرقية: العرق الأبيض أكثر عرضة من سكان إفريقيا الاستوائية
- نقص التغذية: الفيتامينات أ، د، أو الحديد [بحاجة لمصدر]
- العدوى: بكتريا الكليبسيلا، الوتدية، المتقلبة الشائعة، الإشريكية القولونية وغيرها.
- عوامل المناعة الذاتية: قد تؤدي العدوى الفيروسية أو أنواع الأذي الأخرى غير المحددة إلى استضداد الغشاء المخاطي للأنف.

### التهاب الأنف الضموري الثانوي
بعض العدوات المخصصة مثل الزهري، الذئبة، الجذام وورم الأنف الصلب، قد تؤدي إلى تدمير الهياكل الأنفية والتي تؤدي إلى تغيرات ضمورية. كما يمكن أن ينتج التهاب الأنف الضموري أيضًا من التهاب الجيوب الأنفية القيحي طويل الأمد أو العلاج الإشعاعي للأنف، أو كمضاعف لعملية جراحية في محارات الأنف. وقد ذكرت هيئة الصحة الوطنية في المملكة المتحدة أن «معظم حالات التهاب الأنف الضموري في المملكة المتحدة تحدث عندما تتعرض المحارات الأنفية للتلف أو الإزالة أثناء الجراحة». يشير بعض المؤلفين إلى التهاب الأنف الضموري التالي لجراحة الجيوب الأنفية باعتبارها متلازمة الأنف الفارغة.

### التهاب الأنف الضموري أحادي الجانب
قد يقترن الانحراف الحاد في الحاجز الأنفي بحدوث التهاب الأنف الضموري على الجانب الأوسع من الأنف.

## علم الأمراض
تحدث التغيرات التالية في سياق التهاب الأنف الضموري المزمن: 
- استبدال النسيج الطلائى ذو الأهداب الموجد في الغشاء المخاطي للأنف بنسيج حرشفي طبقي.
- ضمور الغشاء المخاطي وعظام المحارات الأنفية والغدد المخاطية، بسبب التهاب البطانة الداخلية للأوعية الدموية مما يسبب نقص في إمدادات الدم، ومن ثم حدوث الضمور.
- توقف تطور الجيوب الأنفية.

## العلاج
علاج التهاب الأنف الضموري يمكن أن يكون إما طبيًا أو جراحيًا.
تشمل التدابير الطبية ما يلي:
- غسل الأنف باستخدام محلول ملح عادي.
- غسل الأنف وإزالة القشور باستخدام المحاليل الأنفية القلوية المحضرة عن طريق إذابة ملعقة من مسحوق يحتوي على جزء واحد من بيكربونات الصوديوم، جزء واحد من بيبورات الصوديوم وجزئتين من كلوريد الصوديوم.
- يمكن استعمال جلوكوز 25 ٪ وجليسرين في الغشاء المخاطي للأنف لتثبيط نمو الكائنات المحللة للبروتين التي تنتج رائحة كريهة.
- المضادات الحيوية المحلية، مثل كلورامفينيكول.
- فيتامين د 2.
- رذاذ استراديول لتجديد الغدد المخاطية وتكوين الأوعية الدموية في الغشاء المخاطي.
- ستربتوميسين جهازي (1 ج/ يوم) ضد بكتيريا كليبسيلا.
- يوديد البوتاسيوم عن طريق الفم لتسييل الإفراز.

تشمل التدخلات الجراحية ما يلي:
- عملية يونج.
- عملية يونج المعدلة.
- تضييق تجاويف الأنف وحقن عجينة التفلون تحت الغشاء
- تبديل القناة النكفية إلى الجيب الفكي العلوي أو الغشاء المخاطي للأنف.